# Florian Wirtz
Florian Richard Wirtz (* 3. května 2003 Pulheim) je německý profesionální fotbalista, který hraje na pozici ofensivního záložníka v anglickém klubu Liverpool FC.

## Klubová kariéra
Wirtz, který byl považován za velký talent německého fotbalu, vstoupil do mládeže 1. FC Köln v roce 2010, kde fotbalově vyrůstal do ledna 2020, kdy přešel do Bayeru Leverkusen. Wirtz debutoval 18. května 2020 v Bundeslize v zápase proti Werderu Brémy. Tím předběhl Kaia Havertze jako nejmladšího hráče Leverkusenu, který hrál v lize, a to ve věku 17 let a 15 dní.
Dne 6. června 2020 vstřelil Wirtz svůj první gól, když se prosadil v 89. minutě prohry 2:4 proti Bayernu Mnichov. Díky tomu se Wirtz stal nejmladším střelcem v historii Bundesligy ve věku 17 let a 34 dní. Tento rekord však byl později překonán Youssoufou Moukokem o necelý rok později (ve věku 16 let a 28 dní).
Dne 23. prosince 2020 podepsal Wirtz prodloužení smlouvy s klubem do roku 2023. 19. ledna 2021 si připsal vítězný gól v 80. minutě utkání proti Borussii Dortmund. Wirtz vstřelil svůj pátý bundesligový gól v kariéře při výhře 5:2 proti VfB Stuttgart 6. února 2021 a stal se prvním hráčem v historii ligy, který dosáhl této mety před dosažením osmnácti let.

## Reprezentační kariéra
Wirtz byl poprvé nominován do seniorské reprezentace na zápasy kvalifikace na Mistrovství světa 2022 v březnu 2021.
V roce 2024 hraje v základní sestavě Německa na Euru, prosadil se hned v prvním zápase proti Skotsku.

## Osobní život
Wirtz se narodil ve čtvrti Brauweiler v Pulheimu v Severním Porýní-Vestfálsku.
Wirtzovi rodiče jsou jeho sportovní agenti; jeho otec, Hans-Joachim, je také předsedou klubu Grün-Weiß Brauweiler, ve kterém hrál Wirtz před nástupem do akademie Kolína. Jeho nejstarší sestra Juliane je také profesionální fotbalistka; debutovala v ženské Bundeslize ve věku šestnácti let a je mládežnickou reprezentantkou Německa.

## Statistiky

### Klubové
K 18. červnu 2025
| Klub                | Sezóna  | Liga       | Liga   | Liga | Národní pohár | Národní pohár | Evropské poháry | Evropské poháry | Ostatní | Ostatní | Celkem | Celkem |
| Klub                | Sezóna  | Soutěž     | Zápasy | Góly | Zápasy        | Góly          | Zápasy          | Góly            | Zápasy  | Góly    | Zápasy | Góly   |
| ------------------- | ------- | ---------- | ------ | ---- | ------------- | ------------- | --------------- | --------------- | ------- | ------- | ------ | ------ |
| Bayer 04 Leverkusen | 2019/20 | Bundesliga | 7      | 1    | 1             | 0             | 1               | 0               | —       | —       | 9      | 1      |
| Bayer 04 Leverkusen | 2020/21 | Bundesliga | 29     | 5    | 2             | 1             | 7               | 2               | —       | —       | 38     | 8      |
| Bayer 04 Leverkusen | 2021/22 | Bundesliga | 24     | 7    | 1             | 0             | 6               | 3               | —       | —       | 31     | 10     |
| Bayer 04 Leverkusen | 2022/23 | Bundesliga | 17     | 1    | 0             | 0             | 8               | 3               | —       | —       | 25     | 4      |
| Bayer 04 Leverkusen | 2023/24 | Bundesliga | 32     | 11   | 6             | 3             | 11              | 4               | —       | —       | 49     | 18     |
| Bayer 04 Leverkusen | 2024/25 | Bundesliga | 31     | 10   | 4             | 0             | 9               | 6               | 1       | 0       | 45     | 16     |
| Celkem              | Celkem  | Celkem     | 140    | 35   | 14            | 4             | 42              | 18              | 1       | 0       | 197    | 57     |